# Yukichi Chuganji
Yukichi Chuganji (23 de março de 1889 – 28 de setembro de 2003) foi um supercentenário japonês e o homem mais velho do mundo (e mais tarde a pessoa mais velha do mundo) até sua morte aos 114 anos e 189 dias.  Yukichi não foi reconhecido como a pessoa mais velha do mundo durante sua vida, naquela época, o caso de Kamato Hongo ainda era reconhecido e considerado válido pelo Gerontology Research Group e Guinness World Records, que ambos retiraram sua aceitação anterior do caso de Hongo em 2012.
Ele morava na cidade de Ogōri, Fukuoka, com sua filha Kyoko Chuganji, de 74 anos, a única de seus cinco filhos a sobreviver a ele.
Ele morreu como o homem mais velho asiático verificado de sempre, quebrando o recorde de Denzo Ishizaki, e continuou a manter o recorde por pouco mais de oito anos, até ser superado por Jiroemon Kimura em 26 de  outubro de 2011. Depois de sua morte, a japonesa Mitoyo Kawate tornou-se a pessoa viva mais velha, e espanhol Joan Riudavets, tornou-se o homem vivo mais velho do mundo.